# Pathanāmthitta
Pathanāmthitta är en ort i Indien.   Den ligger i distriktet Pattanamtitta och delstaten Kerala, i den södra delen av landet, 2 200 km söder om huvudstaden New Delhi. Pathanāmthitta ligger 30 meter över havet och antalet invånare är 38 285.
Terrängen runt Pathanāmthitta är huvudsakligen platt, men åt nordost är den kuperad. Runt Pathanāmthitta är det tätbefolkat, med 550 invånare per kvadratkilometer. Pathanāmthitta är det största samhället i trakten. Omgivningarna runt Pathanāmthitta är en mosaik av jordbruksmark och naturlig växtlighet.